# Marc Aaronson
Marc Aaronson   (Los Angeles, 24 d'agost de 1950 - Tucson, 30 d'abril de 1987) fou un astrònom dels Estats Units. El seu treball se centrà en tres investigacions primordials: la determinació de la constant de Hubble (HO) emprant la relació de Tully-Fisher, l'estudi dels estels de carboni i la velocitat de distribució entre els estels en les galàxies nanes esferoïdals. El 1984 va rebre el Premi Newton Lacy Pierce en astronomia. Va morir en un accident mentre treballava al Telescopi Nicholas U. Mayall del Kitt Peak National Observatory.